# Sarkkilanjärvi
Sarkkilanjärvi är en sjö i kommunen Tavastkyro i landskapet Birkaland i Finland. Sjön ligger 60,8 meter över havet. Arean är 46 hektar och strandlinjen är 4,92 kilometer lång. Sjön  ingår i Kumo älvs huvudavrinningsområde.   Den ligger omkring 24 km nordväst om Tammerfors och omkring 180 km nordväst om Helsingfors. 